# Одиашере
Одиашере (порт. Odiáxere) — район (фрегезия) в Португалии, входит в округ Фару. Является составной частью муниципалитета Лагуш. По старому административному делению входил в провинцию Алгарве. Входит в экономико-статистический субрегион Алгарве, который входит в Алгарве. Население составляет 5522 человека на 2001 год. Занимает площадь 91,83 км².

## Достопримечательности
- Приходская церковь Одиашере (Igreja Paroquial de Odiáxere)
- Форт Мейя-Прайя (Forte da Meia Praia)